# Лапин, Василий Константинович
Василий Константинович Лапин (1894 — 1937) — генеральный секретарь спортивного общества «Динамо», комдив.

## Биография
Родился в русской семье. Член ВКП(б), служил во внутренних войсках. Заместитель председателя Всесоюзного комитета по делам физкультуры и спорта, генеральный секретарь спортивного общества «Динамо». Проживал в Москве по Курсовому переулку, дом 15, квартира 21. Арестован 24 апреля 1937. Приговорён к ВМН в особом порядке комиссией генерального комиссара Н. И. Ежова (НКВД СССР), Прокурора СССР А. Я. Вышинского (Прокуратура СССР) и председателя Военной коллегии Верховного суда В. В. Ульриха (ВКВС СССР). Расстрелян 20 июня 1937 в Москве. Посмертно реабилитирован 10 октября 1957.

### Звания
- комдив (26 июля 1936).

### Награды
- знак Почётный сотрудник госбезопасности (XV) (14 июня 1933).